# Torre Blanca (Sant Joan les Fonts)
La Torre Blanca és una obra de Sant Joan les Fonts (Garrotxa) inclosa a l'Inventari del Patrimoni Arquitectònic de Catalunya.

## Descripció
ÉS un gran casal de planta rectangular i teulat a dues aigües; té una torre quadrada a l'angle de ponent-migdia que arrenca a partir del segon pis; el teulat és a quatre aigües. L'edifici disposa de semi- soterrà, baixos, i dos pisos superiors. Totes les obertures estan distribuïdes simètricament i són en forma de balcó coronat per un frontó d'estuc. Disposa de dues portes d'accés, una d'elles amb porxo d'entrada amb diverses arcades. El teulat està sostingut per amplies mènsules decorades amb fullatges estilitzats.

## Història
A la vila d'Olot i comarca, es va generar, durant la segona meitat del segle xix un fort nucli industrial. Entre Olot i Sant Joan les Fonts, especialment a les vores de Fluvià, es comptabilitzaren una cinquantena de fàbriques de teixits, paper, filats, adobats, gèneres de punt, farines, tintoreria, barretines i altres. Així va néixer la primitiva fàbrica de paper Torras Hostench; ben entrada la nostra centúria es va construir, adossada a la fàbrica, la Vila o Torres Blanca que servia de residència per l'amo.